# Federación Obrera Tucumana de la Industria del Azúcar
La Federación Obrera Tucumana de la Industria del Azúcar (FOTIA) es el principal sindicato de trabajadores del azúcar de la provincia de Tucumán, fundado en 1944. Está organizado como una entidad de segundo grado, es decir una federación de sindicatos autónomos organizados por ingenio. Está afiliada a la Confederación General del Trabajo (CGT).
La FOTIA fue una de las organizaciones sindicales más combativas durante la reestructuración de la industria azucarera de la dictadura Revolución Argentina.

## Historia
La FOTIA se creó en 1944, un período histórico en el que Juan Domingo Perón se desempeñó como secretario de Trabajo y se caracterizó por la sanción de importantes leyes laborales y la ampliación de la sindicalización a sectores antes desorganizados, entre ellos los trabajadores del azúcar. Cuando  Alcides Montiel fue Secretario general de la Confederación General del Trabajo de la República Argentina impulso su creación y firmó el primer convenio. La FOTIA se organizó de ese modo como uno de los sindicatos más importantes y combativos del sindicalismo nacionalista laborista que dio origen al peronismo.
El 15 de octubre de 1945 la FOTIA declaró una huelga para exigir la libertad de Perón, quien había sido detenido por un golpe de Estado, que se constituyó en el antecedente directo de las grandes movilizaciones obreras del 17 de octubre de 1945 que obtuvieron la liberación de Perón, conocidas como Día de la lealtad.
En las elecciones presidenciales de 1946, en las que resultó ganador Perón, la FOTIA fue la base de la organización del Partido Laborista en la provincia, obteniendo el mayor porcentaje de votos del país, lo que le valió la denominación de «la llave del Norte». En esa época los dirigentes de FOTIA ocuparon importantes lugares en el Estados y como diputados y senadores. Algunos de los dirigentes de esa etapa fueron: Celestino Valdéz, Manuel Lema, Lorenzo Rivarola y Luis René Villacorta.
En 1947 los sindicatos de trabajadores del azúcar de Jujuy y Salta se incorporaron a la FOTIA, transformándola de hecho, por entonces, en un sindicato único nacional, formado por 64 sindicatos locales con un total de 130 000 asociados.
La FOTIA demostró una gran independencia política y sindical. En 1948, disuelto el Partido Laborista lideró la creación, con los demás sindicatos tucumanos, del Frente Obrero Peronista Revolucionario, por fuera del Partido Peronista. Durante el gobierno peronista (1946–1955), en marzo y octubre de 1949, la FOTIA organizó importantes huelgas, enfrentándose con el gobierno que declaró ilegales las huelgas, intervino la federación y encarceló a muchos de sus dirigentes.
Durante el gobierno radical de Arturo Illia (1963–1966), la FOTIA organizó una gran movilziación contra los patrones que adeudaban una zafra completa. El movimiento fue severamente reprimido causando varios muertos, y el gobierno encarceló a su secretario general, Atilio Santillán aplicando el Plan Conintes, que permitía "militarizar" los conflictos sociales.

### Terrorismo de Estado
En 1966, la dictadura autodenominada «Revolución Argentina» intervino los ingenieros tucumanos cerrando 11 de los 27 ingenios existentes. De esta manera fueron eliminados entre 40 y 50 000 puestos de trabajo. Ya en democracia, la FOTIA protagonizó una huelga deteniendo la zafra en plena molienda en septiembre de 1974. Los trabajadores exigían la anulación de las leyes azucareras de la dictadura y la defensa la Compañía Azucarera Nacional S. A., entre otras cuestiones.
A principios de 1975 el Gobierno de Argentina inició el Operativo Independencia, una intervención directa del Ejército Argentino en la provincia de Tucumán. El comandante Acdel Vilas estableció como objetivo principal la represión en el ámbito gremial, y dentro de este a la FOTIA. Para satisfacer esto, los militares efectuaron la Operación Zafra Feliz.
En las luchas se destacó como dirigente Atilio Santillán, quien fue asesinado en Buenos Aires por el Ejército Revolucionario del Pueblo dos días antes del golpe de Estado del 24 de marzo de 1976, con que se inició el Proceso de Reorganización Nacional (1976–1983). Toda la dirección de la FOTIA, con excepción de su secretario de Prensa, Rafael Desantis (quien fue detenido como preso político y torturado), resultó desaparecida durante el terrorismo de Estado.
Actualmente FOTIA se encuentra a cargo del secretario general Roberto Arnaldo Palina, secretario general adjunto Andrés Ceferino Galván (actual legislador por el PT)y el apoderado, y asesor legal Ricardo Alfredo Veliz.

## FOTIA en la cultura
La película El rigor del destino, del director Gerardo Vallejo y actuaciones de Carlos Carella, tiene como tema las luchas sindicales de FOTIA.
FOTIA también produjo Testimonios de Tucumán, una serie de 26 películas de 20 minutos cada una que transmitía el Canal 10 de la Universidad Nacional de Tucumán que fueron destruidas por la dictadura militar en 1976.